# Вихервя, Лаура
Лаура Вихервя (фин. Laura Vihervä, родилась 28 апреля 1991 в Валкеакоски) — финская гимнастка-аэробик.

## Биография
Художественной гимнастикой занималась в течение 9 лет, после чего переквалифицировалась в аэробику. Выступает в трио вместе с Неттой Коскинен и Эрикой Раутиайсен. В 2006, 2007 и 2008 годах выигрывала молодёжное первенство Финляндии, в 2009 и 2010 годах становилась серебряным призёром на взрослом первенстве. В 2011 году вышла в финал Кубка мира по аэробике. В 2008 году в рейтинге лучших молодых спортсменов Финляндии заняла 5-е место.

## Новостные источники
- Laura Vihervä tykitti SM-kultaa!! (недоступная ссылка)  (фин.)
- Laura Vihervä Kilpa-aerobicin vuoden 2011 Suomen mestari Архивная копия от 4 марта 2016 на Wayback Machine  (фин.)
- Laura Vihervä Vuoden Nuori Urheilija Архивная копия от 3 декабря 2013 на Wayback Machine  (фин.)
- KILPA-AEROBIC: Vihervä seitsemäs Maailmancupissa  (фин.)

## Видео выступлений
- Laura Vihervä FIN EC 2009 Qualif. youtube.com. Дата обращения: 5 февраля 2013. Архивировано 4 апреля 2016 года.
- LAURA Viherva - World Series Borovets 2011. youtube.com. Дата обращения: 5 февраля 2013. Архивировано 31 марта 2016 года.